# Marc Rizzo
Mark Rizzo (Carlstadt, 2 augustus 1977) is een van de oprichters van de nu-metal latin metal band Ill Niño. In 2003 verliet hij deze band, waarna hij in 2004 bij de band Soulfly terechtkwam, ter vervanging van Miky Doling. Ook speelt hij in de band Cavalera Conspiracy.
Naast het feit dat hij leadgitaar speelt in metalbands, is hij ook bedreven in het flamencogitaar spelen.
Hij heeft 2 solo cd´s uitgebracht:
Colossal Myopia in 2005 en Ultimate Devotion in 2007
- International Standard Name Identifier: 0000 0000 9779 7351
- Library of Congress Control Number: no2011135268
- MusicBrainz: 496c911c-a78b-4608-ace4-c23c7d3119c2
- Nationale Bibliotheek van Tsjechië: xx0120550
- Virtual International Authority File: 144747068
- WorldCat: E39PBJhtbHwfCTW6VW9kpQ3bBP